# Many Essomba Alexandre
Many Essomba Alexandre (Yaundé, Camerún; 10 de octubre de 1991), más conocido como Many, es un futbolista camerunés que se desempeña como delantero en el Mérida FC de la Segunda División de México.

## Trayectoria
Many nació el 10 de octubre de 1991 en Yaundé, la capital de Camerún. Allí estudió hasta el cuarto año del Secundario. Pero el futbolista apareció en Mvog-Ada, un suburbio de la capital. En 2008, a los 17 años, viajó a probar suerte a la Argentina y fichó para las divisiones menores del Club Atlético River Plate. Llegó al Club Mérida FC en la Pretemporada 2011/2012 a préstamo por una temporada, con Opción de compra por 6 Millones de Dólares. Actualmente al joven delantero se le rescindio el contrato con el club mexicano que milita en segunda división. Many decidió viajar a Francia a reunirse con su familia y seguir con sus estudios. Por ahora quiere alejarse del fútbol.